# Stowe Open
Il Stowe Open è stato un torneo di tennis facente parte del Grand Prix giocatodal 1978 al 1983 a Stowe (Vermont) negli Stati Uniti su campi in cemento.

## Albo d'oro

### Singolare
| Anno | Vincitore       | Finalista      | Punteggio     |
| ---- | --------------- | -------------- | ------------- |
| 1978 | Jimmy Connors   | Tim Gullikson  | 6–2, 6–3      |
| 1979 | Jimmy Connors   | Mike Cahill    | 6–0, 6–1      |
| 1980 | Robert Lutz     | Johan Kriek    | 6–3, 6–1      |
| 1981 | Brian Gottfried | Tony Graham    | 6–3, 6–3      |
| 1982 | Jay Lapidus     | Eric Fromm     | 6–4, 6–2      |
| 1983 | John Fitzgerald | Vijay Amritraj | 3–6, 6–2, 7–5 |

### Doppio
| Anno | Vincitori                   | Finalisti                    | Punteggio     |
| ---- | --------------------------- | ---------------------------- | ------------- |
| 1978 | Tim Gullikson Tom Gullikson | Mark Edmondson Kim Warwick   | 3–6, 7–6, 6–3 |
| 1979 | Mike Cahill Steve Krulevitz | Anand Amritraj Colin Dibley  | 3–6, 6–3, 6–4 |
| 1980 | Robert Lutz Bernard Mitton  | Ilie Năstase Ferdi Taygan    | 6–4, 6–3      |
| 1981 | Johan Kriek Larry Stefanki  | Brian Gottfried Robert Lutz  | 2–6, 6–1, 6–2 |
| 1982 | Andy Andrews John Sadri     | Mike Fishbach Eric Fromm     | 6–3, 6–4      |
| 1983 | Brad Drewett Kim Warwick    | Fritz Buehning Tom Gullikson | 4–6, 7–5, 6–2 |